# Гомер Гульберт
Гомер Безаліль Гульберт (26 січня 1863 — 5 серпня 1949) — американський місіонер, журналіст і політичний активіст, який виступав за незалежність Кореї.

## Біографія
Гомер Гульберт народився у 1863 році в Нью-Гейвені в родині Кельвіна та Мері Гульберт. Після закінчення Академії Сент-Джонсбері та Дартмутського коледжу Гульберт вступив до теологічної семінарії  в 1884 році. Спочатку він відвідав Корею в 1886 році з двома іншими викладачами, Делзеллом А. Бункером і Джорджем В. Гілмором, щоб викладати англійську мову в Королівській англійській школі. У 1901 році заснував журнал The Korea Review. До 1905 року він позитивно ставився до діяльності Японії на Корейському півострові, оскільки вважав позитивним вплив яронських реформ, на відміну від російських впливів, які він вважав реакційними. Він змінив свою публічну позицію у вересні 1905 року, коли розкритикував японські плани перетворити Корейську імперію на свій протекторат.
Він покинув посаду вчителя у державній середній школі, а в жовтні 1905 року поїхав до Сполучених Штатів як емісар імператора Коджона, щоб донести до американської громадськості протестуват проти дій Японії. Після повернення до Кореї від імені імператора Коджона його таємно відправили на Другу міжнародну мирну конференцію в Гаазі, яка відбулася у червні 1907 року. Корейська делегація не отримала належної уваги від інших світових держав, тож незабаром японці використали дії Коджона як привід, щоб змусити його зректися престолу.
У книзі Гульберта 1906 року «Загибель Кореї» він розкритикував японське панування у Кореї. У своїй праці він не стільки виступав проти колоніалізму, скільки критикував японську модернізацію, яка на його думку була набагато гіршою за модернізацію, яку проводили християни. 8 травня 1907 року він був висланий з Кореї за наказом японського генерал-резидента.

## Спадщина
Гульберт своїми дослідженнями, вивченням орфографії та граматики зробив внесок у розвиток хангилю. Він також створив перший підручник з корейського алфавіту під назвою «Базові знання для вчених і простих людей». 
Лі Синман, один із учнів Гомера Гульберта, згодом став першим президентом Південної Кореї та запросив Гульберта повернутися до Кореї у 1948 році. Саме під час цієї поїздки Халберт захворів на пневмонію і помер. На надгробку Халберта написано: «Я волів би бути похованим у Кореї, ніж у Вестмінстерському абатстві». Гомер Гульберт похований на кладовищі іноземців Янхваджин у Сеулі. Уряд Кореї нагородив його орденом «За заслуги у створенні держави». У Республіці Корея його називають 독립유공자 (той, хто причетний до незалежності). На його честь у Сеулі встановлено монумент.

## Зовнішні посилання
- Меморіальне товариство Гульберта
- Творчість Гомера Гульберта у проєкті «Гутенберг»
- Твори Гомера Халберта або про нього у Internet Archive
- [Arirang TV] History Trivia(Ep.13) Homer Hulbert(호머 헐버트)